# Adria
Adria é uma comuna italiana da região do Vêneto, província de Rovigo, com cerca de 20.637 habitantes. Estende-se por uma área de 113 km², tendo uma densidade populacional de 183 hab/km². Faz fronteira com Cavarzere (VE), Ceregnano, Corbola, Gavello, Loreo, Papozze, Pettorazza Grimani, San Martino di Venezze, Taglio di Po, Villadose, Villanova Marchesana.
Emprestou seu nome ao Mar Adriático.
A partir do Renascimento, a população de Adria aumentou progressivamente até atingir 34 mil habitantes em 1951, também devido à anexação de municípios circunvizinhos já autônomos na década de 1920 (Bottrighe e Ca 'Emo). Em novembro de 1951, Adria foi submersa pela inundação do Pó. Muitas famílias perderam tudo. Posteriormente, parte da população mudou-se para as áreas mais internas da Polesina, não afetadas pela enchente, ou emigrou para os distritos industriais da Lombardia e Piemonte. Vários Adrianos mudaram-se para o exterior, até mesmo para países distantes como Canadá e Austrália.

## Demografia
| Variação demográfica do município entre 1861 e 2011                               |
|                                                                                   |
| Fonte: Istituto Nazionale di Statistica (ISTAT) - Elaboração gráfica da Wikipedia |